# Virachola kayonza
Virachola kayonza är en fjärilsart som beskrevs av Henry Stempffer 1956. Virachola kayonza ingår i släktet Virachola och familjen juvelvingar. Inga underarter finns listade i Catalogue of Life.